# 馬特奧·基內拉托
馬特奧·基內拉托（義大利語：Matteo Chinellato；1991年9月2日—）是一位意大利足球運動員。在場上的位置是前鋒。他現在效力於意大利足球甲級聯賽球隊AC米蘭足球俱樂部。